# Goatse.cx
 (novembre 2007).
Si vous disposez d'ouvrages ou d'articles de référence ou si vous connaissez des sites web de qualité traitant du thème abordé ici, merci de compléter l'article en donnant les références utiles à sa vérifiabilité et en les liant à la section « Notes et références ».
Goatse.cx était un site Web choc dont la page principale comprenait une photographie nommée hello.jpg, montrant un homme écartant de ses mains son anus et son rectum jusqu'à un diamètre à peu près égal à la largeur de sa main. Sous son anus, on pouvait voir pendre son pénis et ses testicules. Le site était utilisé par les trolls pour choquer des utilisateurs de forums de discussions.
Le domaine Goatse.cx a été suspendu le 16 janvier 2004. Cependant, beaucoup de miroirs du site sont disponibles et l'image elle-même a été copiée sur de nombreux autres sites web.

## Étymologie
La véritable signification du nom du site n'est pas certaine. L'interprétation la plus courante est un jeu de mots sur l'expression « goat sex » (« sexe de bouc » ou « sexe avec un bouc »), bien qu'il ne soit nulle part mention de bouc ou de chèvre sur le site.
Certains internautes ont prétendu qu'avant hello.jpg, Goatse.cx montrait la photographie d'une femme se faisant sodomiser par un bouc. Internet Archive ne mentionne que des versions postérieures à mars 1999, soit une époque où hello.jpg était déjà utilisé, aucune information n'est donc disponible permettant de confirmer ou d'infirmer cette information.

## Emplacement géographique
Le site utilisait le code de pays .cx, qui est le domaine de premier niveau de l'Île Christmas, dont les gestionnaires ne révèlent pas les informations personnelles des personnes enregistrant un domaine. Le serveur ayant hébergé Goatse.cx n'est pas sur l'île Christmas, mais aux États-Unis et appartient à Hick.org, qui est un site web sur la programmation. Le domaine Hick.org a été enregistré par Matt Miller à Overland Park. Goatse.cx et Hick.org sont hébergés sur la mėme adresse IP ; le serveur se trouve à Kansas City (Missouri) ou sa banlieue.

## Utilisations de l'image
Le site étant devenu très populaire, celui-ci est donc devenu une blague récurrente sur Internet. Par conséquent, hello.jpg et les autres images du site sont devenues des sujets courants de parodies.

## Goatse Coin
D'abord en 2014 puis en 2017, le site Goatse.cx annonce la création d'une nouvelle cryptomonnaie, le Goatse Coin. Un nouveau site voit finalement le jour en mars 2018 et présente en détails le projet de cryptomonnaie : une plateforme de création de mèmes sur la blockchain,.